# Elachista luticomella
Elachista luticomella là một loài bướm đêm thuộc họ Elachistidae. Nó được tìm thấy ở châu Âu.
Sải cánh dài 10–11 mm. The moth gặp ở tháng 6 đến tháng 8 tùy theo địa điểm.
The larvae mines the leaves of certain grasses, bao gồm Dactylis glomerata.